# En lektion i kærlighed
En lektion i kærlighed er en svensk komediefilm fra 1954 skrevet og instrueret af Ingmar Bergman. Den har Eva Dahlbeck og Gunnar Björnstrand i hovedrollerne og handler om gynækologen David og hans ustabile forhold til sin kone Marianne.
Filmen fik premiere i Sverige den 4. oktober 1954.

## Medvirkende
- Eva Dahlbeck som Marianne Erneman
- Gunnar Björnstrand som David Erneman
- Yvonne Lombard som Susanne Verin
- Harriet Andersson som Nix
- Åke Grönberg som Carl-Adam
- Olof Winnerstrand som Henrik Erneman
- Renée Björling som Svea Erneman
- John Elfström som Sam
- Birgitte Reimer som Lise
- Dagmar Ebbesen som sygeplejersken Lisa
- Sigge Fürst som præst